# Lagemeeden
Lagemeeden est un hameau de la commune néerlandaise de Westerkwartier, situé dans la province de Groningue.

## Géographie
Le hameau est situé au sud-est du village de Den Horn, entre celui-ci et l'Aduarderdiep. Le nom de lagemeeden signifie les « basses prairies » (du groningois meeden, « prairie »). Proche de Lagemeeden est situé Hoogemeeden.
Lagemeeden connaît aujourd'hui une situation plutôt isolée. Un seul chemin étroit en cul-de-sac relie le hameau à Den Horn, dont il dépend aujourd'hui.

## Histoire
Autrefois, le village de Lagemeeden possédait sa propre église. Avec Hoogemeeden et Den Horn, Lagemeeden formait une paroisse. Le village et la paroisse ont été fondés par les moines cisterciens du monastère d'Aduard. Les moines auraient également fait construire la petite église. Selon les annales du monastère, l'église de Lagemeeden possédait même une relique, à savoir une partie du bras de sainte Marguerite.
L'église a été démolie en 1862. Cette démolition a probablement été motivée par la situation isolée de Lagemeeden, et le fait que Den Horn était devenu un village, le plus grand de la paroisse. Par conséquent, c'est là qu'on a construit la nouvelle église. Toutefois, le vieux cimetière de Lagemeeden a été préservé et est toujours utilisé. Sa situation isolée, au milieu des champs, donne à l'endroit une ambiance particulière.

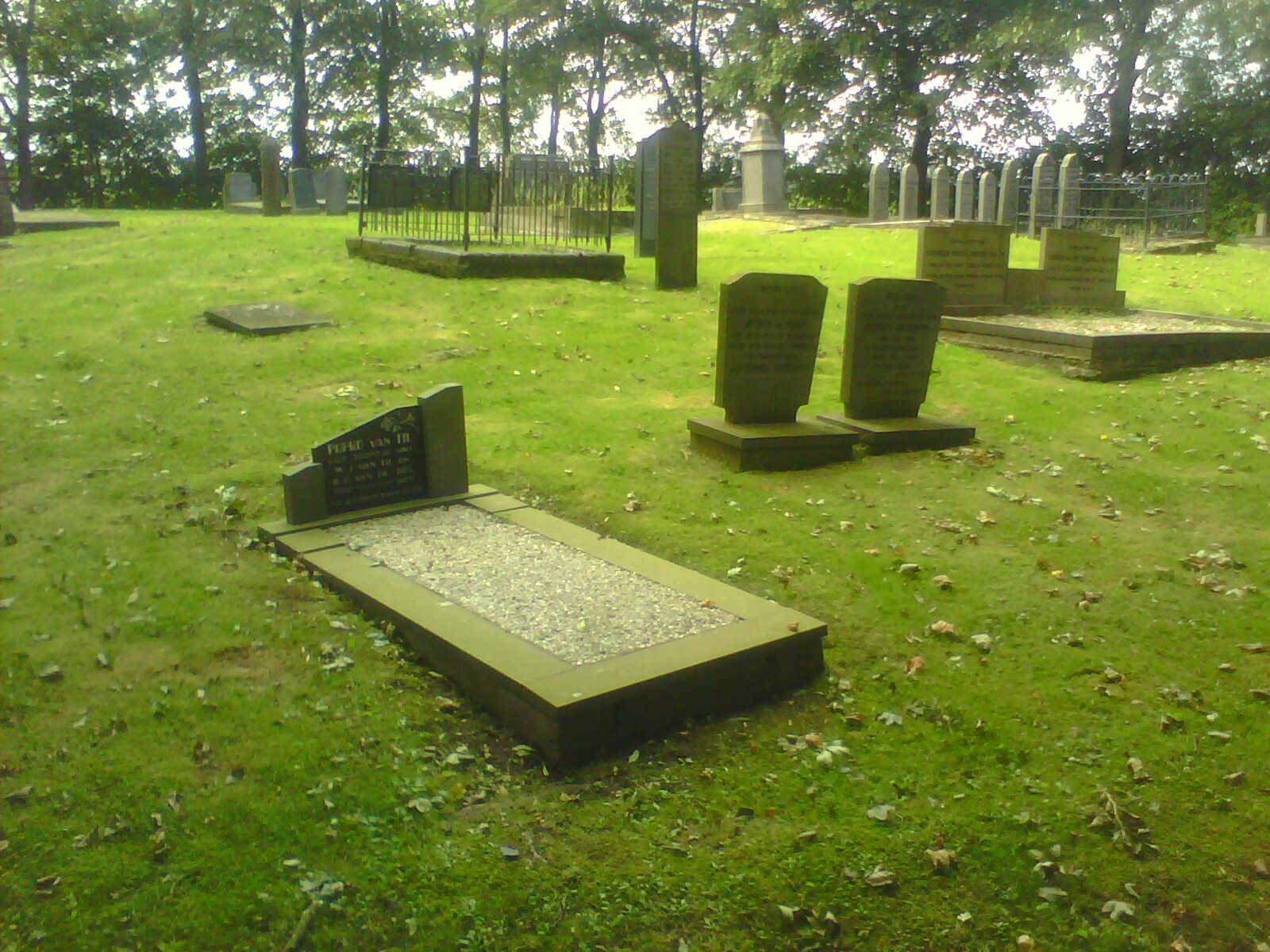
Le cimetière.

Lagemeeden fait partie de la commune de Zuidhorn avant le 1er janvier 2019, date à laquelle celle-ci est rattachée à Westerkwartier.

## Source
- (nl) Cet article est partiellement ou en totalité issu de l’article de Wikipédia en néerlandais intitulé « Lagemeeden » (voir la liste des auteurs).